# Parc national de Lofa-Mano
Le parc national de Lofa-Mano est un parc national proposé au Libéria. Il a été proposé en 1979. Ce site couvre 2 300 km2. Le parc a été proposé pour protéger une zone de forêt inexploitée au nord-ouest du pays, limitrophe de la Sierra Leone, zone décrite écologiquement à l'époque comme certainement la plus abondante du Libéria. La zone du parc national compléterait la zone adjacente de la forêt de Gola en Sierra Leone.
Les forêts abritent des espèces d'oiseaux menacées, et le céphalophe panafricain.
Cette zone a une grande valeur de biodiversité, où vivent plus de 60 espèces menacées à l'échelle mondiale, et c'est également un corridor essentiel pour la faune.